# Schizomitrium merkelii
Schizomitrium merkelii là một loài Rêu trong họ Hookeriaceae. Loài này được (Hornsch.) J. Florsch. mô tả khoa học đầu tiên năm 1986.